# Katmerciler Hızır
Katmerciler Hızır представляет собой семейство бронеавтомобилей класса MRAP, разработанный и производимый турецкой компанией Katmerciler. «Hızır» способен перевозить до девяти человек личного состава, а его различные модификации могут выполнять широкий спектр задач. Имя Хызыр - это турецкий вариант Хидра, мистической исламской фигуры, описанной в Коране как хранитель, помогающий попавшим в беду. 

## Варианты
Ateş, вариант бронемашины Hızır для пограничного патрулирования и разведки, эксплуатируемый сухопутными войсками Турции. Представляет собой бронеавтомобиль с колёсной формулой 4x4, интегрированный с высокотехнологичными разведывательными системами производства компании Aselsan, системами наблюдения и радаром мониторинга окружающей среды. Ateş был разработан в соответствии с требованиями пограничной безопасности, установленными финансируемым Европейским союзом проектом «Поставка мобильных устройств наблюдения для увеличения пропускной способности границ между Турцией и ЕС» (Supply Mobile Surveillance Units for Increasing Border Surveillance Capacity of Borders between Turkey and EU), на который было выделено 27,6 млн евро, или 75 % стоимости проекта.Ateş может выполнять задачи разведки и наблюдения в дневных и ночных условиях с дальностью действия до 40 км. Может перевозить до шести человек личного состава, двое из которых являются членами экипажа (водитель и командир).
Hızır II (или Hızır 2) был представлен на выставке IDEF defence expo в августе 2021 года.Отличается измененным дизайном экстерьера, двумя боковыми дверями вместо четырёх как у Hızır I, увеличенной вместимостью экипажа (до четырнадцати человек по сравнению с девятью в Hızır I) благодаря новой конфигурации сидений в пассажирском салоне, рампой вместо распашной двери на предыдущей модели, увеличенный топливный бак и улучшенная система кондиционирования воздуха.

## Операторы
- Турция: 57 бронемашин Hızır 4x4 Ateş используются Сухопутными войсками[8]
- Кения: 118 бронемашин Hızır 4x4 заказаны для нужд Сил обороны.[9][10]
- Уругвай: 1 бронеавтомобиль Hızır 4x4 Ateş был закуплен в октябре 2021 года и используется в Зоне Сил ООН по наблюдению за разъединением.[11][12]
- Гамбия: 20 бронемашин Hızır 4x4 были заказаны для нужд Вооружённых сил.[13] Поставки начались в октябре 2022 года. Первые полученные машины были приняты на вооружение.[14]